# Enceinte de Villeneuve-sur-Lot
L'enceinte de Villeneuve-sur-Lot était une enceinte située à Villeneuve-sur-Lot, en France dont il subsiste les portes de Paris et de Pujols.

## Localisation
L'enceinte était située sur la commune de Villeneuve-sur-Lot, dans le département français de Lot-et-Garonne.

## Historique
La bastide de Villeneuve-sur-Lot est fondée par Alphonse de Poitiers en 1264. 
Les circonstances de cette fondation sont racontées dans une lettre du sénéchal d'Agenais, Philippe de Ville-Favereuse (Villa Faverosa), à Alphonse de Poitiers :
- Pujols où se trouvaient des cathares avait été éprouvée pendant la croisade des Albigeois et ce qui restait de fortification de la ville devait disparaître en application de l'article 30 du traité de Paris,
- l'abbé d'Eysses avec ses moines et des habitants de Pujols avaient rencontré le sénéchal pour obtenir le droit d'établir un village au bord du Lot, dans un lieu appelé l'Aubépin, à l'endroit où la route reliant Agen à Périgueux franchissait la rivière, qui appartenait au comte de Toulouse. Les moines de l'abbaye d'Eysses ont cédé le territoire de Gajac[1],[2].

Le 10 avril 1253, un traité est signé entre le comte de Toulouse et les religieux de l'abbaye d'Eysses pour déterminer le territoire de la ville neuve en rive droite du Lot.
En juin 1260, le comte a concédé une première charte aux habitants de la nouvelle ville qui vient d'être fondée.
Le 27 juin 1263 est passé l'acte de réunion du village d'Albrespic aux terrains déjà concédés par le baron de Pujols, sur la rive gauche.
Ce dernier ayant accepté, un paréage est conclu le 12 avril 1264. Des familles de Pujols sont alors venus s'établir dans la ville neuve en y transportant les matériaux de leurs maisons.
Après la mort d'Alphonse de Poitiers et de Jeanne de Toulouse, le roi Philippe III le Hardi prend possession de l'Agenais par un Saisimentum. Le 14 décembre 1271, Guilhaume de Cohardon, gouverneur du comté de Toulouse et du pays d'Agenois, convoque en assemblée générale les consuls de Villeneuve.
Une première enceinte a alors été construite, probablement simple levée de terre et en bois. Le traité d'Amiens restitue l'Agenais à Édouard Ier, roi d'Angleterre, duc d'Aquitaine. 
Le 4 mai 1282, le sénéchal de Gascogne, Jean de Grailly, écrit à Édouard Ier pour lui faire part d'un accord passé avec les habitants de Villeneuve-sur-Lot pour construire un pont. Les privilèges et libertés accordées par Alphonse de Poitiers sont confirmés le 24 décembre 1284 par le roi d'Angleterre. Le 1er juin 1289, le roi d'Angleterre accorde certains revenus aux habitants pour construire le pont.
Le 27 octobre 1304, les habitants de Villeneuve, de Penne et de Pujols passent une transaction pour déterminer les bornes de la juridiction de Villeneuve. En 1312, les habitants et les consuls de Villeneuve rédigent un code de police urbaine et rurale.
En l'absence de subventions royales pour construire une enceinte urbaine, les habitants de Villeneuve-sur-Lot demandent au roi Édouard Ier, en 1313, le droit de couper du bois dans les forêts royales. Villeneuve-sur-Lot n'est toujours pas protégée par un mur d'enceinte sous le règne d'Édouard II. Cependant, le 29 juin 1313, Édouard II mande  au sénéchal de Gascogne d'examiner s'il est à propos d'autoriser les habitants de Villeneuve à fortifier les murailles de ladite ville, ce qu'ils offrent de faire à leurs dépens si le roi leur donne une somme pour la construction des portes. Le 13 octobre 1321, Amalric de Crédon, sénéchal d'Agenais pour le duc d'Aquitaine, donne un emplacement pour construire la Maison commune et pour vendre du pain sur l'actuelle place La Fayette et à l'angle de la rue Sainte-Catherine.
Le connétable Raoul de Brienne prend Villeneuve le 10 juillet 1337, puis Penne-d'Agenais. Les Anglais commandés par le comte de Derby reprennent les combats en 1345 et prennent Bergerac, Aiguillon et La Réole. Les troupes françaises sont commandées par Pierre de Bourbon et le duc de Normandie, le futur roi Jean II le Bon qui échouèrent dans leur tentative de reprendre Aiguillon. À la suite de cet échec, le comte de Derby put reprendre toutes les places de Guyenne et s'est avancé jusqu'à Poitiers. Le duc de Normandie transmet le commandement en Agenais à Jean Ier d'Armagnac en 1347.
Le Prince Noir arrive à Bordeaux en 1355, fait des chevauchées, bat le roi de France à la bataille de Poitiers. Après le traité de Brétigny, la Guyenne est rendue au roi d'Angleterre Édouard III en 1361.
Le roi Charles V envoie son frère, Louis d'Anjou, pour conquérir le Guyenne. Pour attirer les habitants de Villeneuve, ce dernier signe une charte le 5 avril 1369, à Toulouse, donnant de nouveaux droits. Cette charte confirme le droit accordé par Charles, roi de Navarre, qui avait été lieutenant du roi Jean II en Guyenne, de prendre des taxes pour assurer la réalisation de l'enceinte de la ville. La charte accorde l'établissement d'une sénéchaussée à Villeneuve. Cette charte est confirmée par le roi en mai 1371 et enregistrée par la chambre des comptes de Toulouse le 9 août 1371.
À partir de janvier 1370, les troupes du roi de France Charles V s'emparent des villes de l'Agenais, dont Villeneuve-sur-Lot. Charles V confisque la Guyenne au roi d'Angleterre, le 14 mai 1370. À la fin de 1381, le roi d'Angleterre n'a plus en France que Calais, Cherbourg, Brest, Bordeaux et Bayonne. En 1372, le duc d'Anjou qui commande les troupes françaises en Agenais nomme son chambellan, Olivier de Mauny, pour commander la garnison qu'il a placé à Villeneuve. Le Prince Noirt, meurt en 1376, Édouard III en 1377, laissant le trône d'Angleterre à son petit-fils Richard II, âgé de 11 ans. Charles V meurt en 1380 laissant le royaume de France à son fils Charles VI âgé de 12 ans. Les premiers accès de folie de Charles VI, en 1392, va conduire à une période troublée.

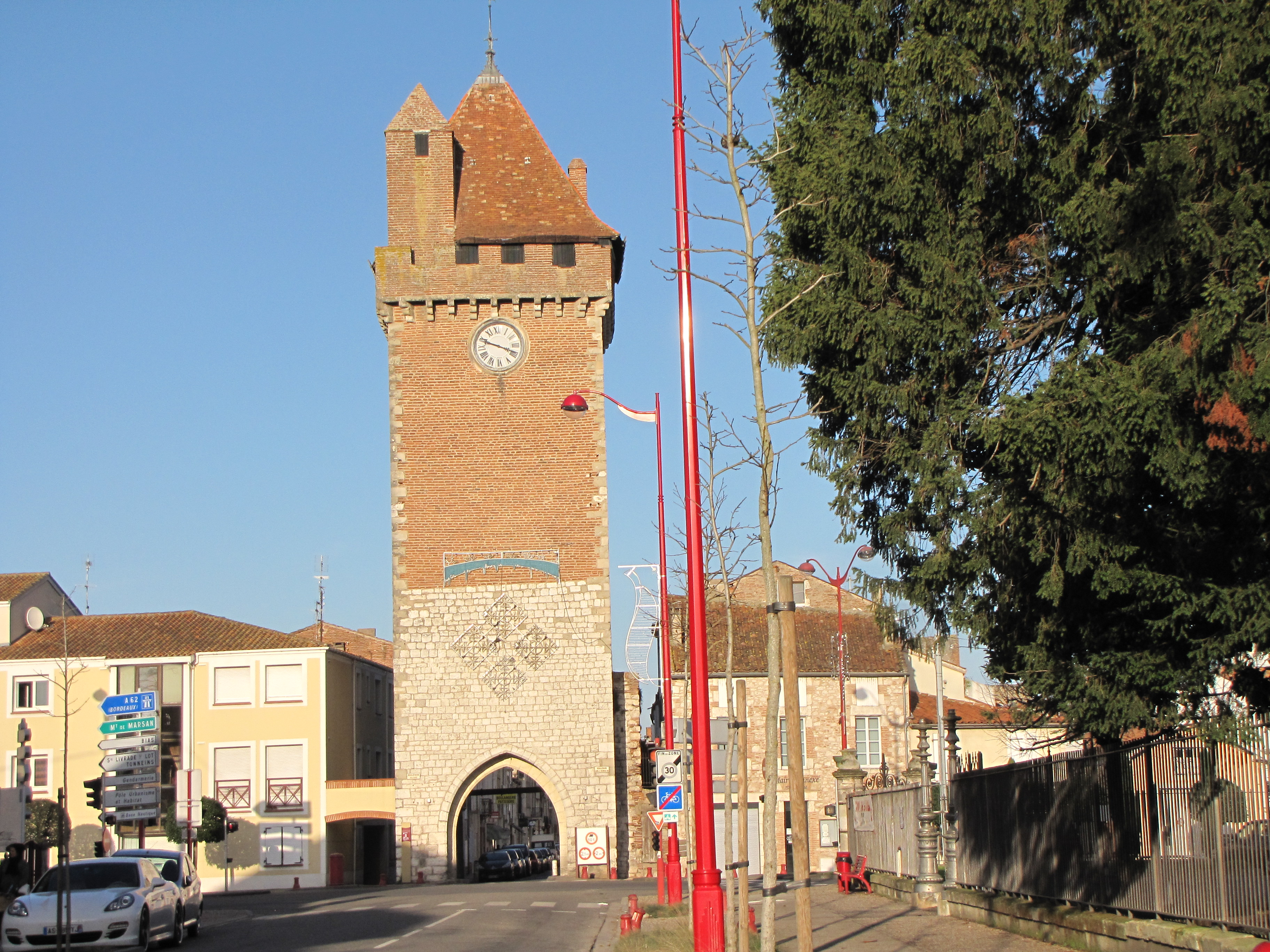
Porte de Pujols

L'enceinte est reconstruite par Jean de Bourbon, au 4e quart du XIVe siècle, avant la campagne menée par Charles Ier d'Albret en Guyenne (1404-1405). 
Charles VII règne à partir de 1422. En 1425, il nomme le comte de Foix gouverneur du Languedoc, pour courir à l'encontre des Anglais et des autres ennemis. La ville résiste à une attaque des Anglais en 1429. La bataille de Castillon termine la guerre de Cent Ans.
Après Belvès en janvier 1577, les protestants prennent la ville ainsi que Monflanquin, Figeac, Miremont et d'autres place. En 1577, Villeneuve d'Agenois va prendre le parti de la Sainte-Ligue mais en reconnaissant le roi pour chef.
Le capitaine Despeyroux fait réparer et renforcer les fortifications dans le 3e quart du XVIe siècle. L'enceinte de la ville a été renforcée de demi-lunes et d'éperons en terre au XVIe siècle.
Marguerite de Valois,  comtesse d'Agen, ayant pris le parti de la Ligue, ne réussit pas à prendre la ville en 1585. En 1588, Henri III permet à la ville d'utiliser les deniers patrimoniaux de la ville pour des réparations et sa fortification. En 1589, le catholicisme intransigeant de la ville va la faire adhérer à la Sainte-Ligue contre le nouveau roi, Henri IV. Le 18 février 1600, la tour se trouvant au milieu du pont s'effondre
Pendant la Fronde, la ville a pris le parti des princes. Après un siège de deux mois, la capitulation de la ville avec la soumission au roi a été signée le 13 août 1653. La ville doit démolir ses fortifications suivant l'ordonnance du comte de Vaillac. Les demi-lunes et d'éperons en terre sont démolis, les fossés sont comblés et plantés d'ormes pour les transformer en lieu de promenade.
28 janvier 1749, vote d'une dépense de 127 livres pour faire des réparations de la porte de Penne au Lot, ainsi que pour la construction d'un pont à la porte de Monflanquin.
En 1751, les ormes plantés sur les anciens fossés sont vendus. La tour de Puy-Merle, au sud-est, est démolie en 1783. Le relevé des murs d'enceinte, fait en 1792, montre que les remparts sont peu entretenus et remplacés ponctuellement par des maisons. 
Les portes de Paris et de Pujols sont restaurées en 1908 par l'architecte Henri Rapine.
De l'enceinte du XIXe siècle, il subsiste les deux tours ayant servi de portes d'entrée dans la ville, les tours de Pujols et de Paris, ont été classées au titre des monuments historiques le 4 janvier 1901,,,.

## Description

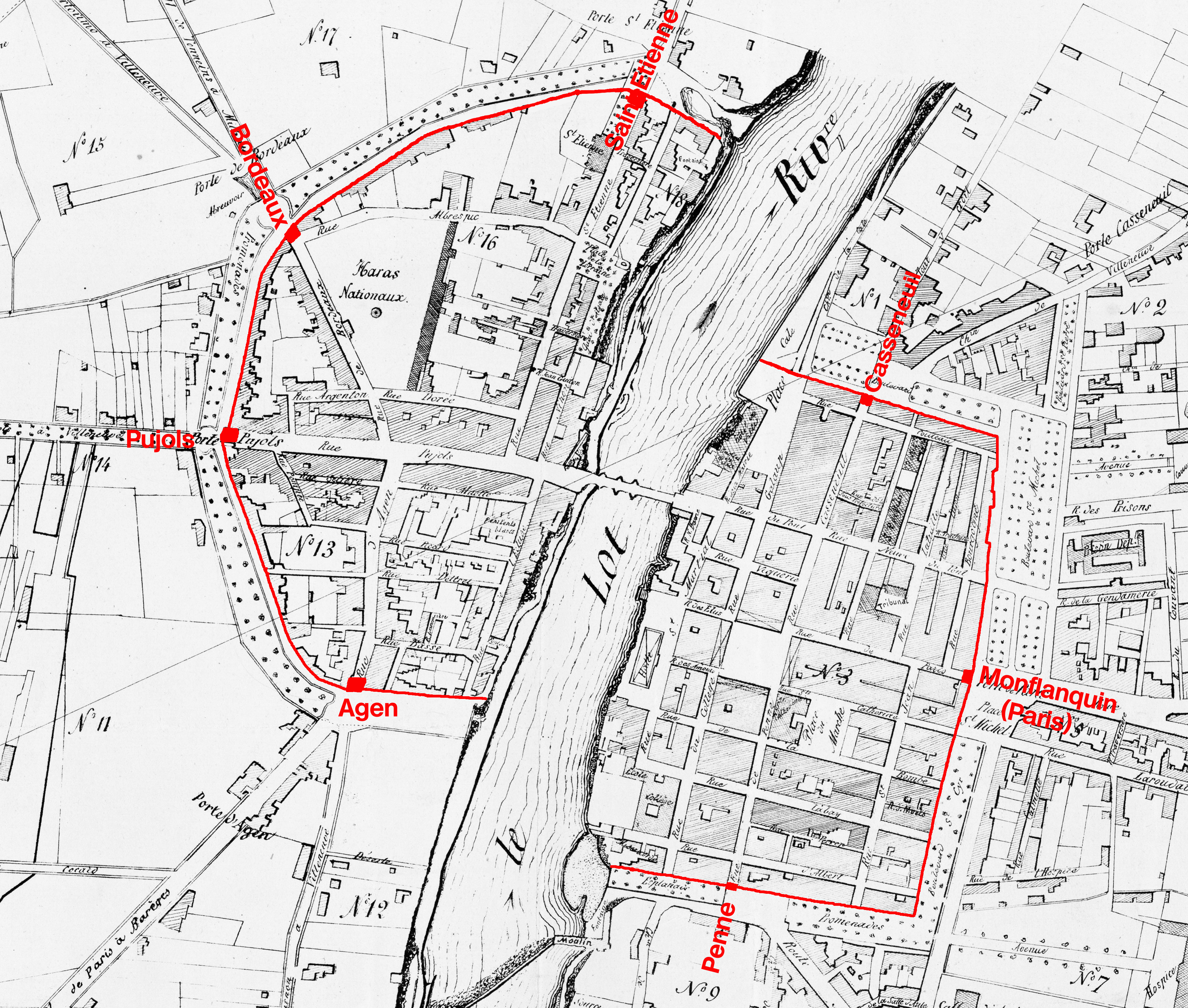
Plan de Villeneuve-sur-Lot en 1871
En rouge, la position des 7 portes donnant l'accès à la ville et le tracé probable de l'enceinte
(Bibliothèque nationale de France).

Fernand de Mazet a écrit, page 195 : « Les fortifications consistaient en un mur d'enceinte de 10 mètres de haut et de 2 mètres d'épaisseur, plongeant ses assises dans des fossés larges et profonds. Il était bâti en pierres de moyen appareil depuis sa base jusqu'à 2 mètres au-dessus des bords du fossé, et en briques jusqu'aux créneaux. Les portes, surmontées de hautes tours, avaient aussi leurs assises en pierres de moyen appareil jusqu'à la hauteur des remparts, et les hauteurs étaient construites en briques épaisses jusqu'aux mâchicoulis de leur faîte. L'eau des fossés était alimentée, à droite de la porte de Pujols par le ruisseau de Lies, à gauche par celui de Ribas, qui se déversaient dans le Lot par deux ravins, à chaque extrémité du mur d'enceinte. Sur la rive droite, les fossés étaient remplis d'eau, à l'est par un ruisseau venant d'Eysses et de Jolibeau et s'écoulant dans le ravin situé en face du moulin de Gajac ; au nord, par le ruisseau de la Roudal (rue Bernard Palissy) venant également d'Eysses ; et à l'ouest par le ruisseau de la Rantine qui faisait tourner qui faisait tourner un petit moulin au-dessus du ravin de la porte de Casseneuil ».
On trouvait, en rive gauche : la porte d'Agen, la poterne de la rue deltreil, la porte de Pujols, la porte du pont Saligné ou porte de Bordeaux, la porte Saint-Étienne. L'enceinte en rive gauche avait une longueur de 1 020 mètres.
Le pont des Cieutats était aussi fortifié jusqu'à sa reconstruction partielle en 1642.
En rive droite, à partir de l'aval, on rencontrait la porte de Casseneuil, la poterne de la rue du Puits-Couleau, la porte de Monflanquin (actuelle porte de Paris), par la poterne de la rue Labay (rue de la Fraternité) et celle de la rue d'Albert, puis la porte de Penne avant de se terminer à l'amont sur un bastion appelé la Tourrette. L'enceinte en rive droite mesurait 960 mètres.